# Comuna Oleksandrivka, Oleksandria
Oleksandrivka (în ucraineană Олександрівка) este o comună în raionul Oleksandria, regiunea Kirovohrad, Ucraina, formată din satele Oleksandrivka (reședința) și Sonîne.

## Demografie
Componența lingvistică a comunei Oleksandrivka
     Ucraineană (96,17%)
     Rusă (2,07%)
     Alte limbi (1,03%)
Conform recensământului din 2001, majoritatea populației comunei Oleksandrivka era vorbitoare de ucraineană (96,17%), existând în minoritate și vorbitori de rusă (2,07%).